# عواسي

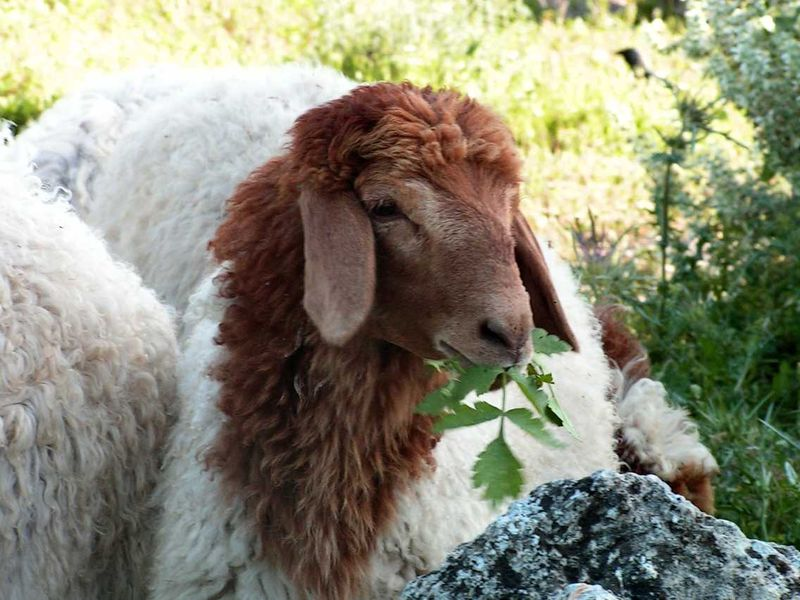
خروف من سلالة العواسي في فلسطين

العواسي أو النعيمي (بالإنجليزية: Awassi) هي سلالة أغنام في جنوب غرب آسيا وأصلها من بادية الشام وهي من الأغنام دهنية الذيل. هذه السلالة ذات لون أبيض مع رأس وسيقان بنية، الآذان طويلة ومتدلية.

## سبب التسمية
سمي اللحم بالنعيمي نسبة إلى أغنام قبيلة النعيم التي كانت تشتهر بتربية الأغنام في حمص وحماة.[بحاجة لمصدر]

## الموئل الطبيعي
سلالة العواسي شائعة في بلدان المشرق العربي (الأردن وسورية والعراق ولبنان وفلسطين والجزيرة العربية).

## الخصائص
تتميز هذه السلالة بخصائص مميزة في المظهر من ضمنها لون الوجه البني المائل إلى البني الفاتح في بعض الأحيان والقرون البيضاء المفتوحة الدائرية وأرجل بيضاء خالية من الشعر. متوسط الوزن لدى الذكور البالغة يصل إلى 70 كغم ولدى الإناث 55 كغم. يبلغ متوسط وزن الحَمَل عند الولادة 2.8 كيلو. تصل نسبة زيادة الوزن إلى 175 غرام في اليوم.
لهذه السلالة قدرة عالية على التأقلم، فعلى مر القرون، تكيفت على العيش مع البدو الرحل، وعلى العيش مع الريفيين غير الرحل أيضاً، فهي تستطيع المشي لمسافات طويلة للرعي، ولها القدرة على تحمل درجات الحرارة الشديدة، تتحمل المواسم القاحلة (من خلال استهلاك الدهن المخزن في الذيل)، وقدرتها على التكاثر ورعاية حملانها، فنعاجها توفر الحليب حتى في أصعب ظروف التغذية. والأغنام النعيمية هي في الحقيقة نوع مُحسَّن من العواسي.